# 伊拉克共和国卫队

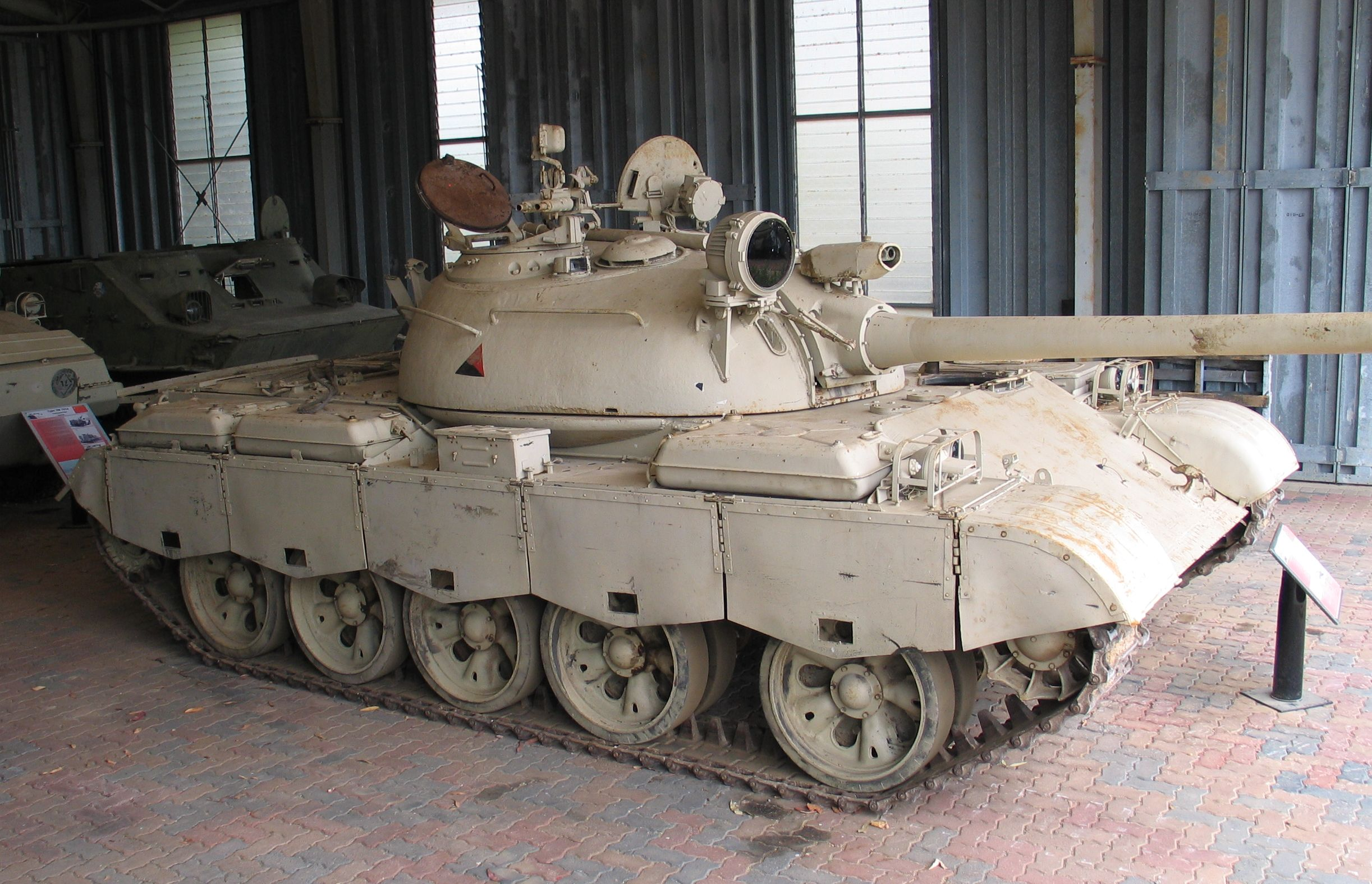
1992年起装备伊拉克共和国卫队的少量69式Q-M2坦克

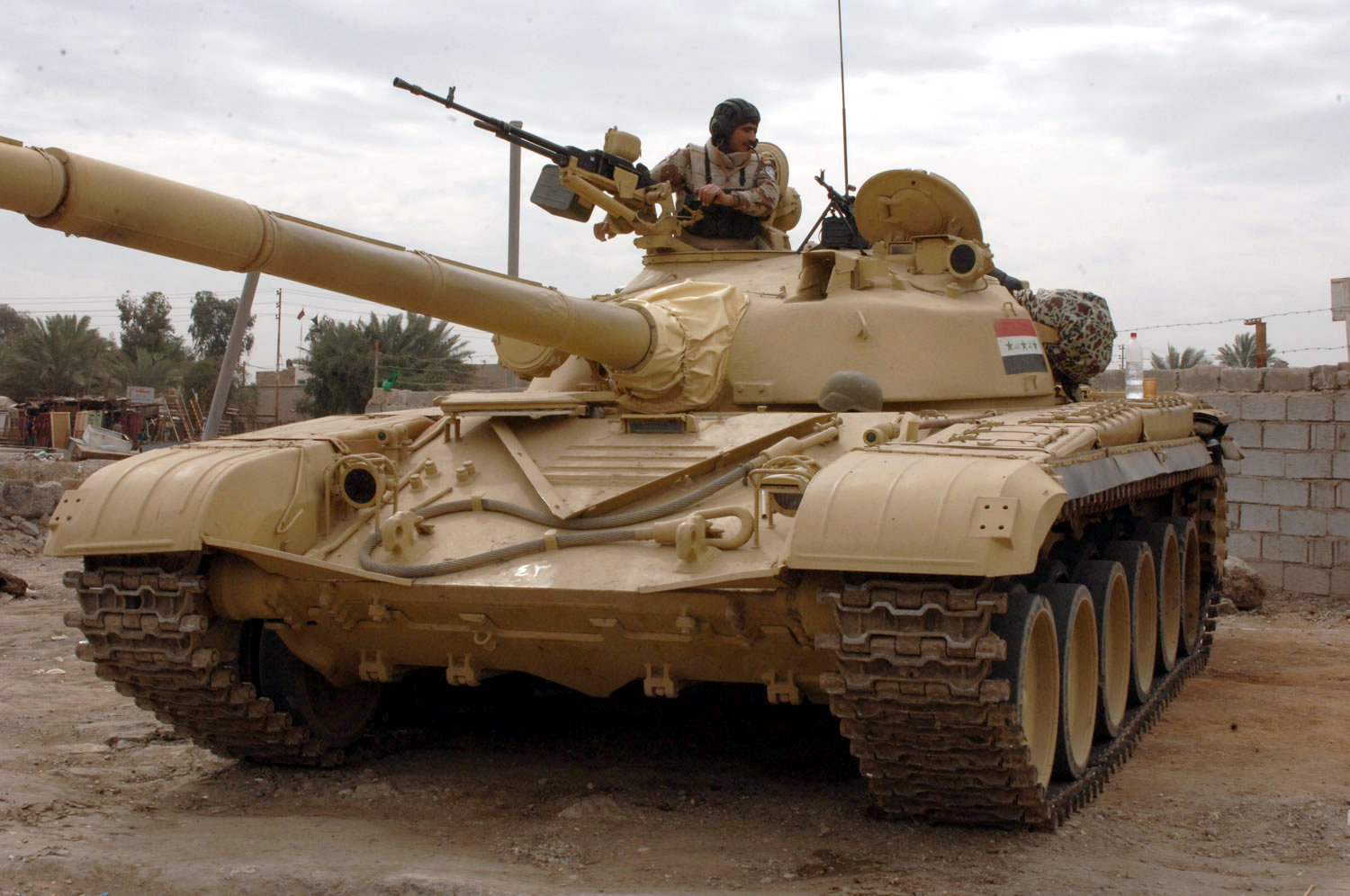
在1991年之前，俄式T-72坦克是伊拉克共和国卫队的主力武器

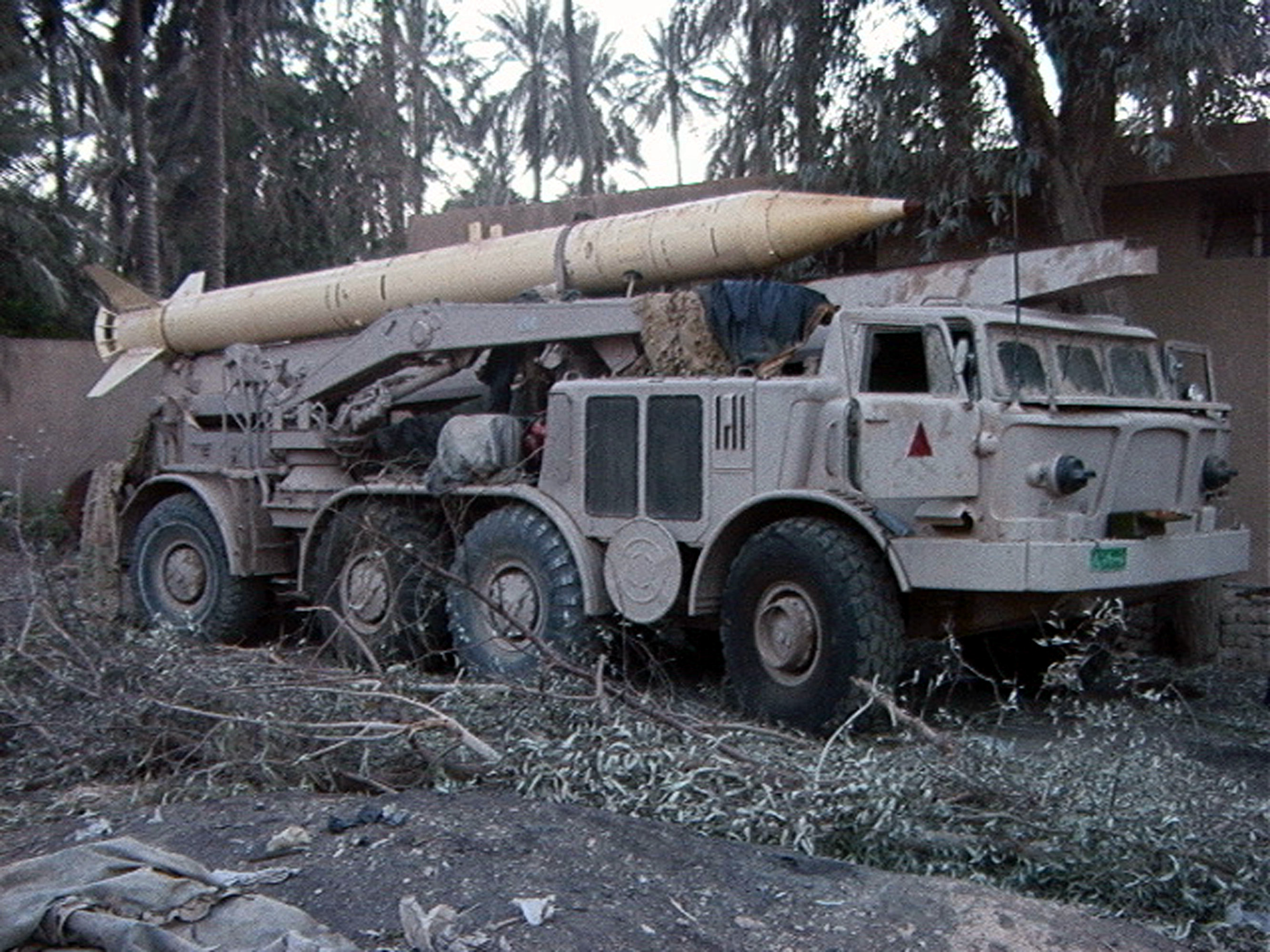
伊拉克共和国卫队所装备的FROG-7-蛙式地对地导弹

伊拉克共和国卫队（阿拉伯语：‎）始建于1964年，原为首都巴格达的卫戍部队。
1982年两伊战争初期，伊拉克军队在霍拉姆沙赫尔遭遇大败后，由时任总统薩達姆·侯赛因改建为伊拉克最精锐的部队，并在此后多次重创伊朗军队。
1990年8月入侵科威特之战，以伊拉克共和国卫队为先导，伊拉克大军在一天之内闪电式推翻科威特国政府，占领科威特全境，举世震惊。
1991年海湾战争战争期间，伊拉克共和国卫队成为多国部队的重点打击队象，人员、装备损失过半。此后重建的伊拉克共和国卫队作战能力大不如前，并在2003年伊拉克战争中覆灭。

下辖：
- 第1师，汉摩拉比师（英语：1st Hammurabi Armoured Division）（Hammurabi），装甲师。
- 第2师，麦地那光明师（英语：2nd Al Medina Armored Division）（al-Medinah al-Munawera），装甲师。
- 第3师，依赖真主师（又译：塔瓦卡那师，Tawakalna ala-Allah），机械化师。
- 第5师，巴格达师（Baghdad），机械化师。
- 第6师，尼布甲尼撒师（Nebuchadnezzar），机械化师。
- 第7师，阿德南师（Adnan），机械化师。
- 第8師，雷霆師（As Saiqa），特種作戰師，由海軍陸戰隊旅、傘兵旅及特戰旅各一支聯合編成。

伊拉克政府花费了数百亿美金由各国购入了先进武器来装备共和卫队。共和卫队拥有700辆苏联制T-72M坦克及大量其他坦克和裝甲車，以及各类型支援火炮。
为加强对侯赛因家族的忠诚度，自1983年起，伊拉克共和国卫队成员全部由来自侯赛因家乡萨拉赫丁省提克里特的阿拉伯逊尼派穆斯林所组成，兵力规模一直保持在10万人左右。

## 部隊序列
在伊拉克戰爭中，共和衛隊分別編成兩個軍及其他直轄部隊：
- 第一共和衛隊軍（北方軍）：
  - 麦地那光明装甲师
  - 巴格达机械化师
  - 阿德南机械化师
- 第二共和衛隊軍（南方軍）：
  - 漢摩拉比装甲师
  - 依赖真主裝甲师
  - 尼布甲尼撒机械化师
- 雷霆特種作戰師
- 共和国特別衛隊
  - 第一旅（警衛）
  - 第二旅（作戰）
  - 第三旅（作戰）
  - 第四旅（裝甲）
  - 防空指揮部（兩個團又三個營）
  - 戰車指揮部（兩個團）

## 覆灭
美国长期以来一直视共和国卫队为入侵伊拉克时的假想敌。
- 2003年3月20日美国入侵伊拉克之后，便集中空中力量搜索与摧毁共和国卫队，共和卫队的许多坦克在还未遭遇敌人前便被美国飞机击毁。
- 3月24日麦地那光明师与美军第三步兵师在巴格达外围交战。
- 3月28日麦地那光明师的三分之一兵力，从巴格达前往卡尔巴拉的途中，在公路上被美英的飞机消灭。
- 4月2日美军陆空围攻巴格达的麦地那光明师、巴格达师、尼布甲尼撒师和阿德南师。
- 4月4日一名美国海军陆战队军官宣布阿德南师已被歼灭。
- 5月2日美国总统小布什在航空母舰上宣布任务结束，伊拉克正规军的精锐－共和卫队至此全军覆没。